# Блинов, Николай Васильевич
Никола́й Васи́льевич Блино́в (15 августа 1929, дер. Старая Покровка, Суджанский район — 6 марта 2015, Москва) — советский и российский историк, профессор на кафедре истории СССР дооктябрьского периода Томского государственного университета.

## Биография
Родился в семье хозяйственного работника Василия Александровича Блинова (1905—1994) и домохозяйки Пелагеи Адамовны Блиновой (1911—1990). Сёстры: Анна, Тамара и Валентина.
В 1962 году защитил кандидатскую диссертацию «Возникновение социал-демократических организаций в Сибири», в 1975 году — докторскую диcсертацию «Историография рабочего класса дореволюционной Сибири».
Первая жена — лингвист О. И. Блинова (1930—2020); дети: биолог Владимир (род. 1953) и журналист Ольга (род. 1955). Вторая жена — историк Н. А. Иванова (род. 1938).

## Основные работы
- Революционное движение в Сибири и на Дальнем Востоке : Сборник статей. Вып. 1 / Н. В. Блинов, М. И. Матвеев, В. С. Синяев и др. ; Ред. В. С. Флеров. - Томск : Издательство Томского университета, 1960.
- Совместно с М. И. Матвеевым. У истоков Томской большевистской партийной организации. Томск, 1964;
- Распространение марксизма и формирование социал-демократических организаций в Сибири. Томск, 1972;
- Очерки дореволюционной историографии и источниковедения рабочего класса Сибири. Томск, 1974;
- Рабочие Сибири в период империализма : [сборник статей] / Н. В. Блинов (отв. ред. ) [и др. ]. - Томск : Издательство Томского университета, 1976.
- Совместно с Д. М. Зольниковым, А. Е. Плотниковым и другими. Стачечная борьба рабочих Сибири в период империализма: Хроника, статистика, историография. Томск, 1978;
- В соавторстве. Промышленность и рабочие Сибири в эпоху капитализма (1861—1917 гг.): Библиографический указатель. Томск, 1978;
- Рабочие Сибири в период капитализма : [сборник статей] / редкол.: Н. В. Блинов (отв. ред.) [и др.]. - Томск : Издательство Томского университета, 1979.
- Рабочий класс Сибири в дооктябрьский период / [ О. Н. Вилков, В. Н. Курилов, А. А. Малых и другие; Редколлегия: Н. В. Блинов (отв. ред.) и другие]. Новосибирск, 1982;
- Совместно с В. П. Желтовой, Н. А. Ивановой и другими. О методике составления хроники и статистики рабочего движения в России периода капитализма (1861 — февраль 1917 г.) // Вопросы истории. 1984. № 11;
- Рабочее движение в Сибири: историография, источники, хроника, статистика. Томск, 1988. Т. 1;
- Русь как улус Золотой Орды // Из истории государства. Вестник российского университета дружбы народов. Серия юридические науки. М., 2006. № 3 (21);
- Территория как фактор государственной истории России // Методологические проблемы сравнительного правоведения. Жидковские чтения. Материалы Всероссийской научной конференции. М., 2009.